# Homaliodendron microphyllum
Homaliodendron microphyllum là một loài rêu trong họ Neckeraceae. Loài này được C. Gao mô tả khoa học đầu tiên năm 1979.